# Fédération des organisations culturelles afrikaans
Pour les articles homonymes, voir FAK.

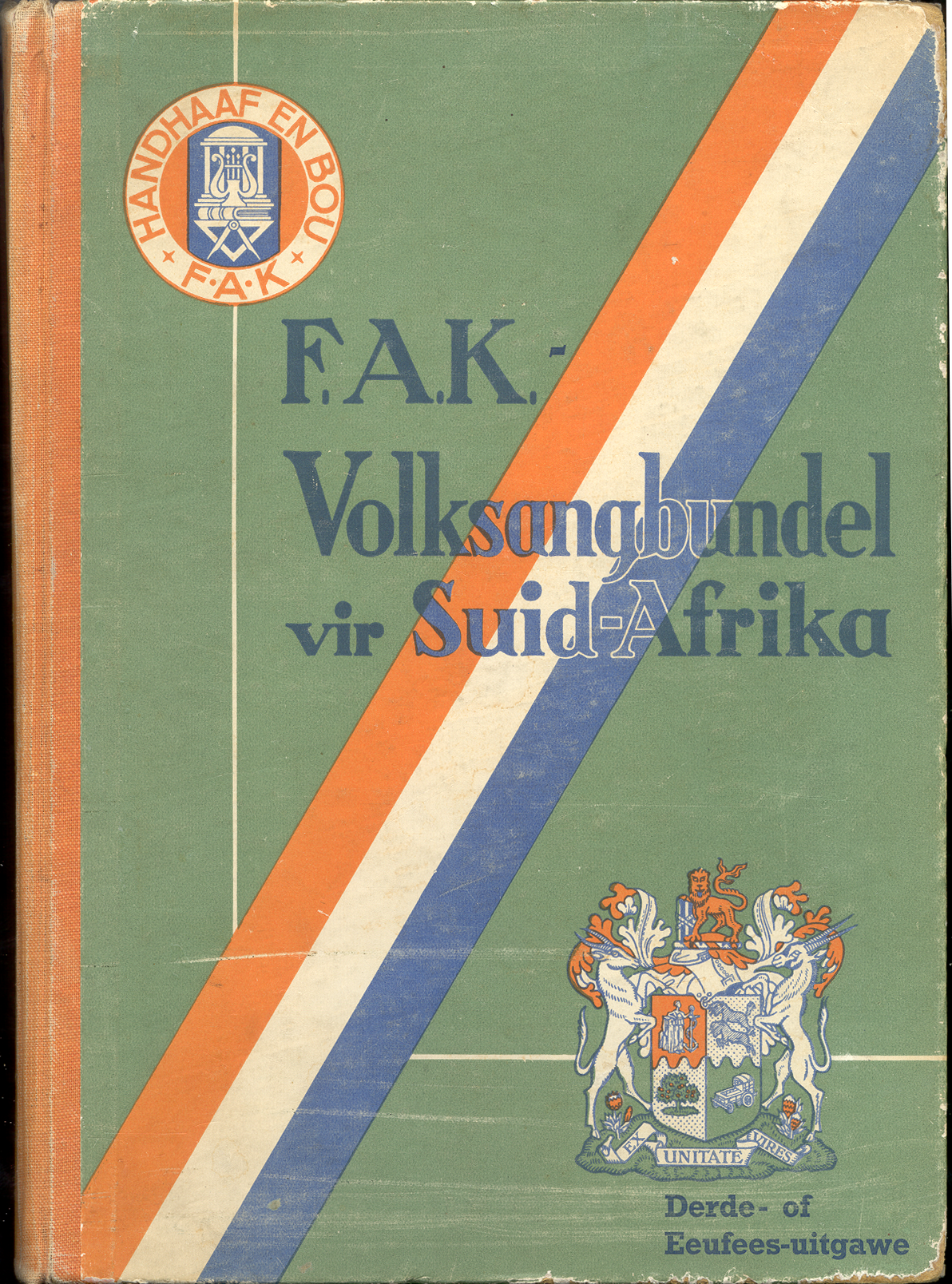
Couverture d'un livret de chansons patriotiques édité par la Fédération des organisations culturelles afrikaans (1940)

La Fédération des organisations culturelles afrikaans (en afrikaans, Federasie van Afrikaanse Kultuurvereniginge ou FAK) est une association culturelle sud-africaine destinée à promouvoir et défendre la culture des Afrikaners, Fondée en 1929, Ses bureaux sont situés au Voortrekker Monument à Pretoria.

## Origines

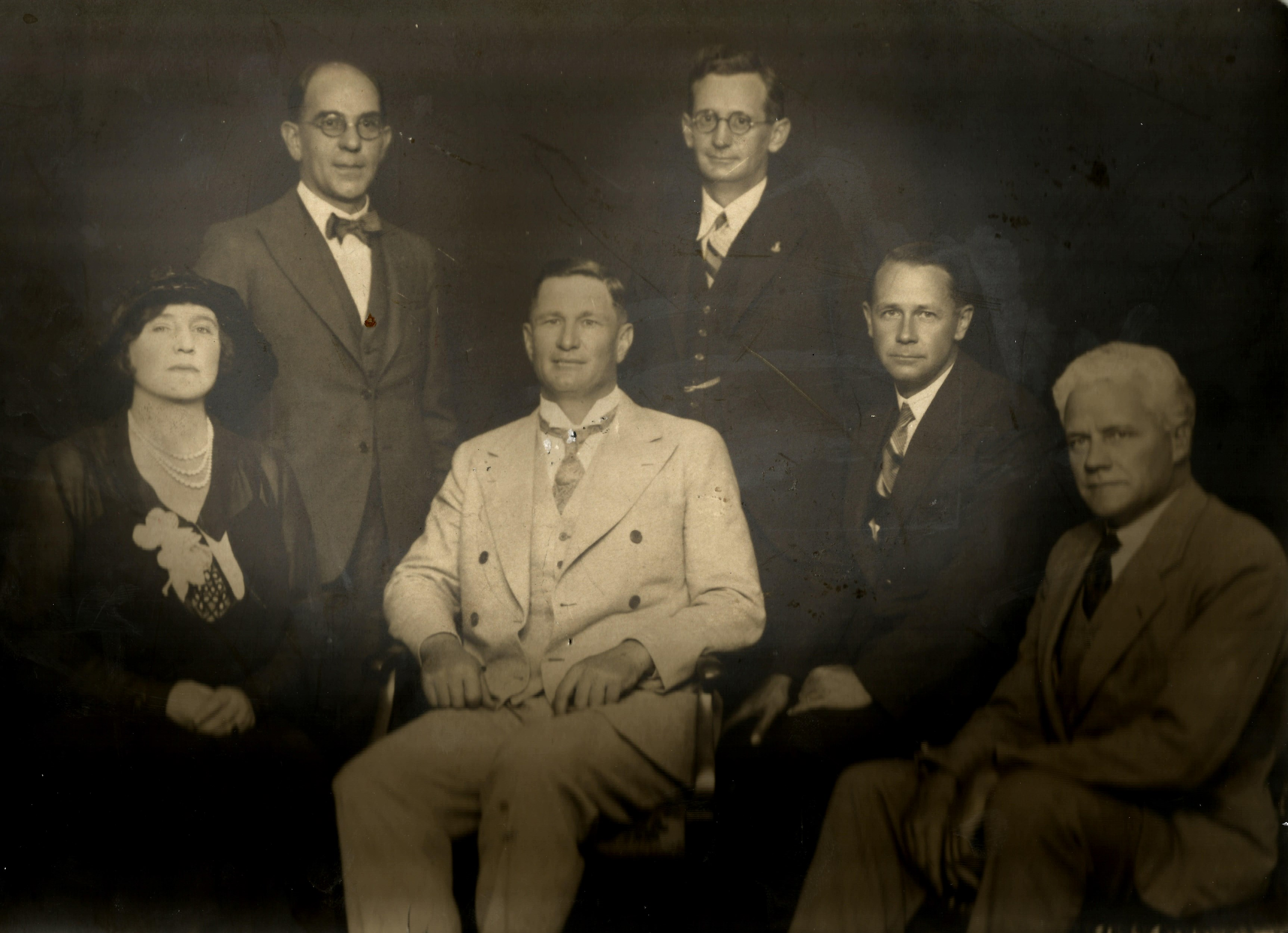
Le premier comité exécutif de la FAK : Mabel Jansen, I.M. Lombard, Dr. N.J. van der Merwe (président), L.J. Erasmus, T.J. Hugo (vice-président) et E.C. Pienaar.

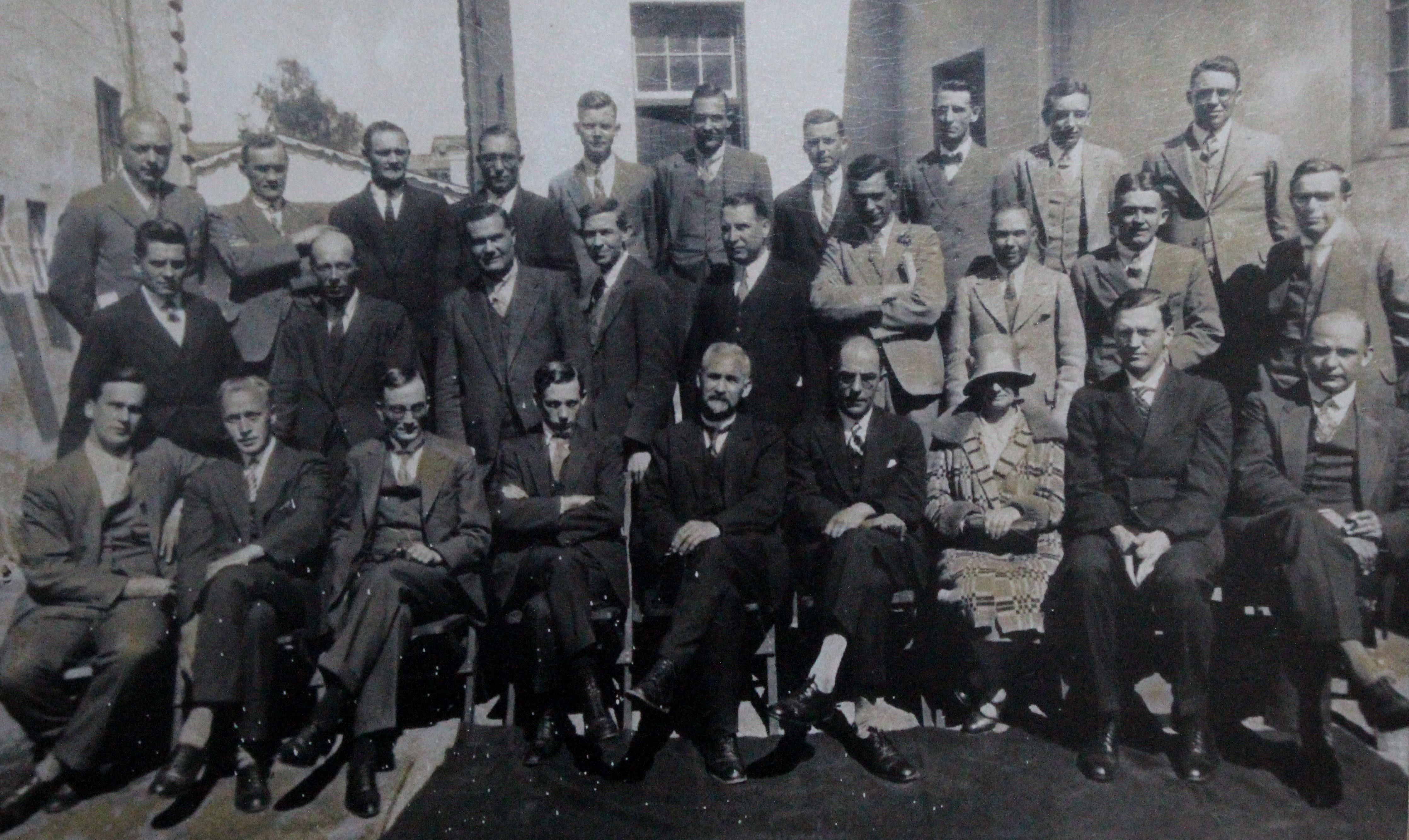
Le conseil d'administration de la FAK en 1929 avec au 1er rang, Daniël Francois Malherbe, assis à la 5ème place en partant de la gauche, Charles Swart avant-dernier à droite au 1er rang et derrière lui, Wicus du Plessis, rang du milieu, avant-dernier à droite

La FAK fut fondée en 1929 par l'Afrikaner Broederbond afin de recenser, développer et promouvoir la culture afrikaans selon le modèle des écoles nationales chrétiennes qui, après la seconde guerre des Boers, avaient défendu l'enseignement en afrikaans dans l'enseignement primaire et secondaire au sein d'un contexte religieux calviniste .
Instrument du Broederbond dans le monde artistique et intellectuel, la FAK organisa de nombreuses manifestations culturelles afrikaans comme des concours de musique, des expositions de peintures ou des cérémonies du souvenir. Ses  objectifs étaient de défendre l'utilisation de la langue afrikaans, notamment dans le secteur public, et d'unir les Afrikaners dans un mode culturel et intellectuel tourné alors vers la revanche contre les impérialistes britanniques.

## Le commanditaire des cérémonies du centenaire du Grand Trek
L'une des plus grandes manifestations auxquelles participa la FAK fut les cérémonies du centenaire de la bataille de Blood River et du Grand Trek en 1938 qu'elle contribua à transformer en véritable manifestation patriotique afrikaner dans tout le pays. À l'occasion de ces cérémonies, la FAK commandita un trek symbolique. Son organisation fut mise à la charge d'une association sœur, la société pour la langue et la culture afrikaans (AKTV). À partir du 8 août 1938, plusieurs chars à bœufs, portant le nom de chefs voortrekkers ou de jeunes enfants martyrs ou rescapés de massacres commis par les guerriers zoulous notamment à Weenen partirent de la ville du Cap et de sa région pour rejoindre Pretoria le 16 décembre où devait être inauguré un monument à la gloire des Voortrekkers. Pour des raisons financières, les travaux avaient pris du retard et au lieu d'une inauguration, ce serait la pose de la première pierre du monument. 

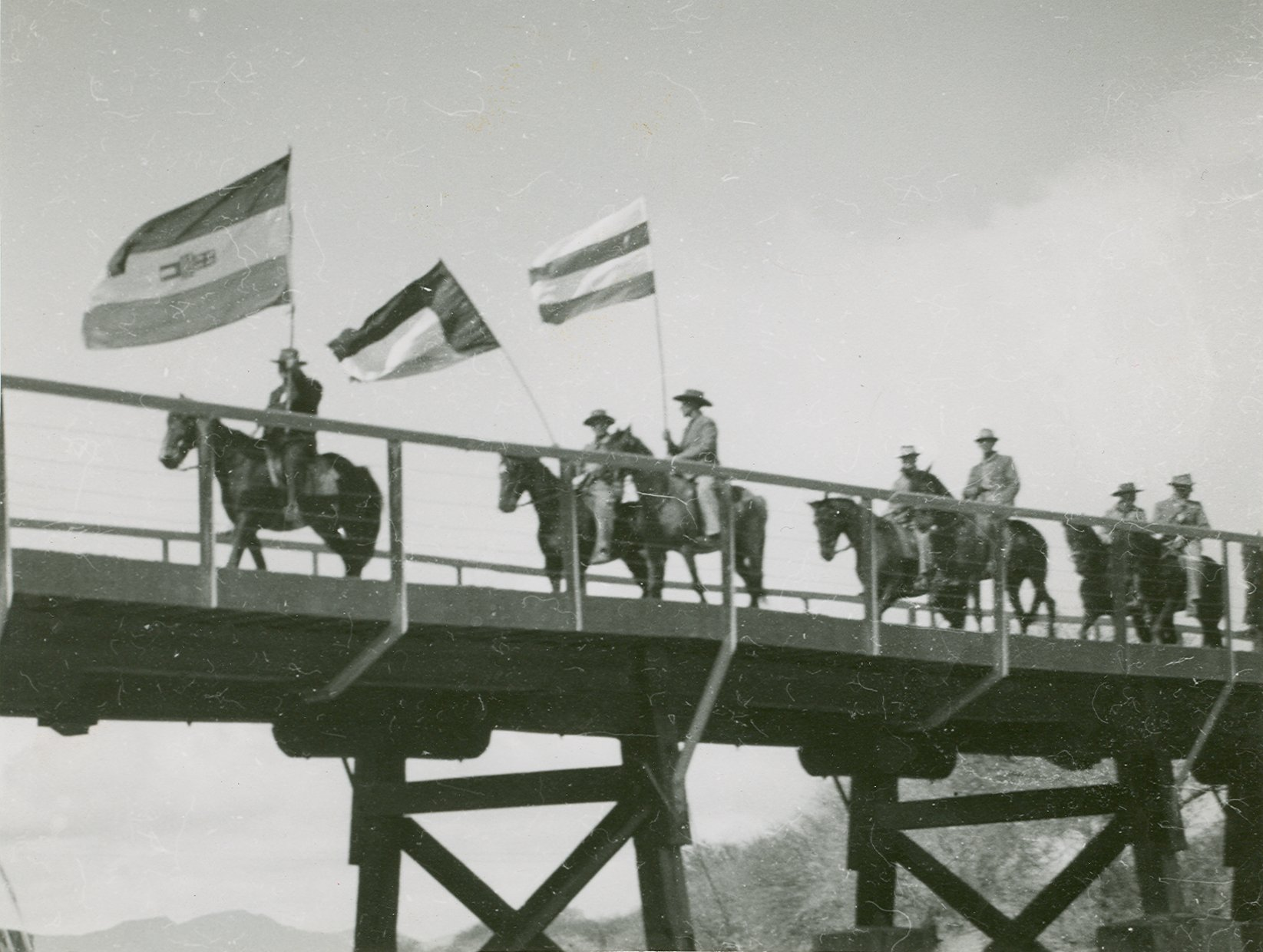
Cérémonies commémoratives du Grand Trek en 1938

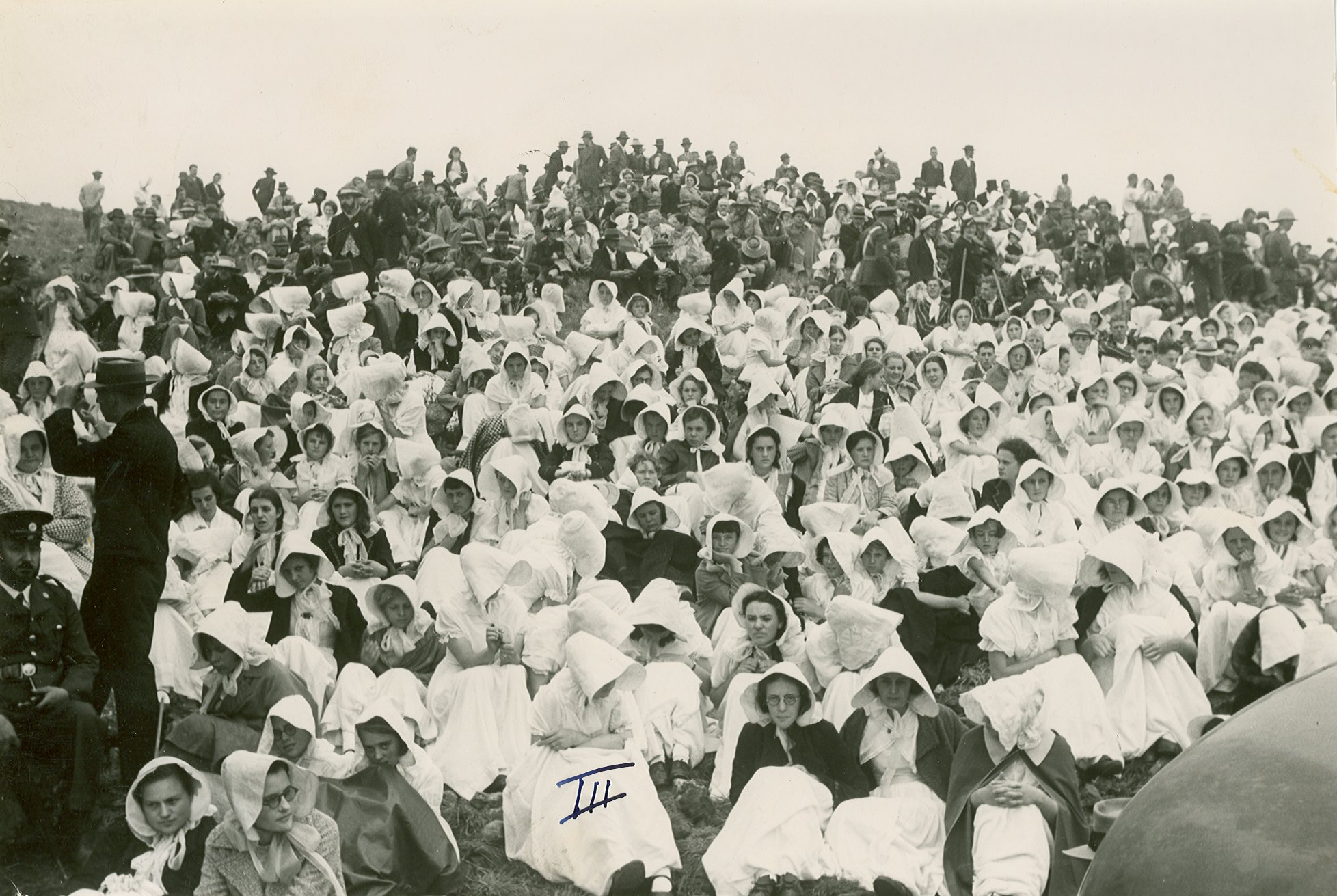
Femmes afrikaners en costume traditionnel boer lors des cérémonies commémoratives de 1938

Quoi qu'il en soit, le trek symbolique de 1938 fut un véritable succès patriotique rassemblant autour du thème de l'unité du peuple afrikaner des communautés blanches disparates dont les dénominateurs communs étaient la langue afrikaans et la religion, celle de l'Église réformée hollandaise. À mesure que les convois progressaient et traversaient les communes et villages, une vague de patriotisme parcourut le pays. D’autres villes et villages organisèrent leur propre trek vers Pretoria. En chemin, les Afrikaners se mobilisaient en masse : les routes et rues furent rebaptisées Voortrekker Straat ou Pretorius Straat, les hommes se laissaient pousser leurs barbes comme leurs ancêtres, les femmes mettaient leur bonnet traditionnel et des tabliers de paysannes, des jeunes fiancés faisaient bénir leur union en costume de Voortrekker et des enfants étaient baptisés le long des chars à bœufs alors que des feux de joie illuminaient les soirées. Le 16 décembre 1938, plus de 100 000 afrikaners (1/10e de la population afrikaner) assistaient à Pretoria à la pose de la première pierre du Voortrekker Monument, symbole phare du nationalisme boer en présence des descendantes d’Andries Pretorius, de Piet Retief et d’Hendrik Potgieter,.

## Une FAK qui survit à la fin de l'apartheid
Après avoir prospéré durant l'époque de l'apartheid (1948-1991), elle survécut à l'avènement de la démocratie multiraciale en 1994. La FAK demeure encore au XXIe siècle l'une des plus importantes organisations culturelles afrikaans d'Afrique du Sud.